# Bulbophyllum prismaticum
Bulbophyllum prismaticum là một loài phong lan thuộc chi Bulbophyllum.